# Ringwall Holzburg
Bei dem Ringwall Holzburg handelt es sich um eine frühmittelalterliche Wallburg auf vermutlich vorzeitlicher Ringwallanlage auf dem Holzberg bei Kransberg in der Nähe von Usingen im Hochtaunuskreis. Geprägt wird die Anlage durch die örtliche Marienkapelle, die mittig angeordnet liegt. Der Bereich der Wallanlage war eine historische Gerichtsstätte.

## Lage und Beschreibung

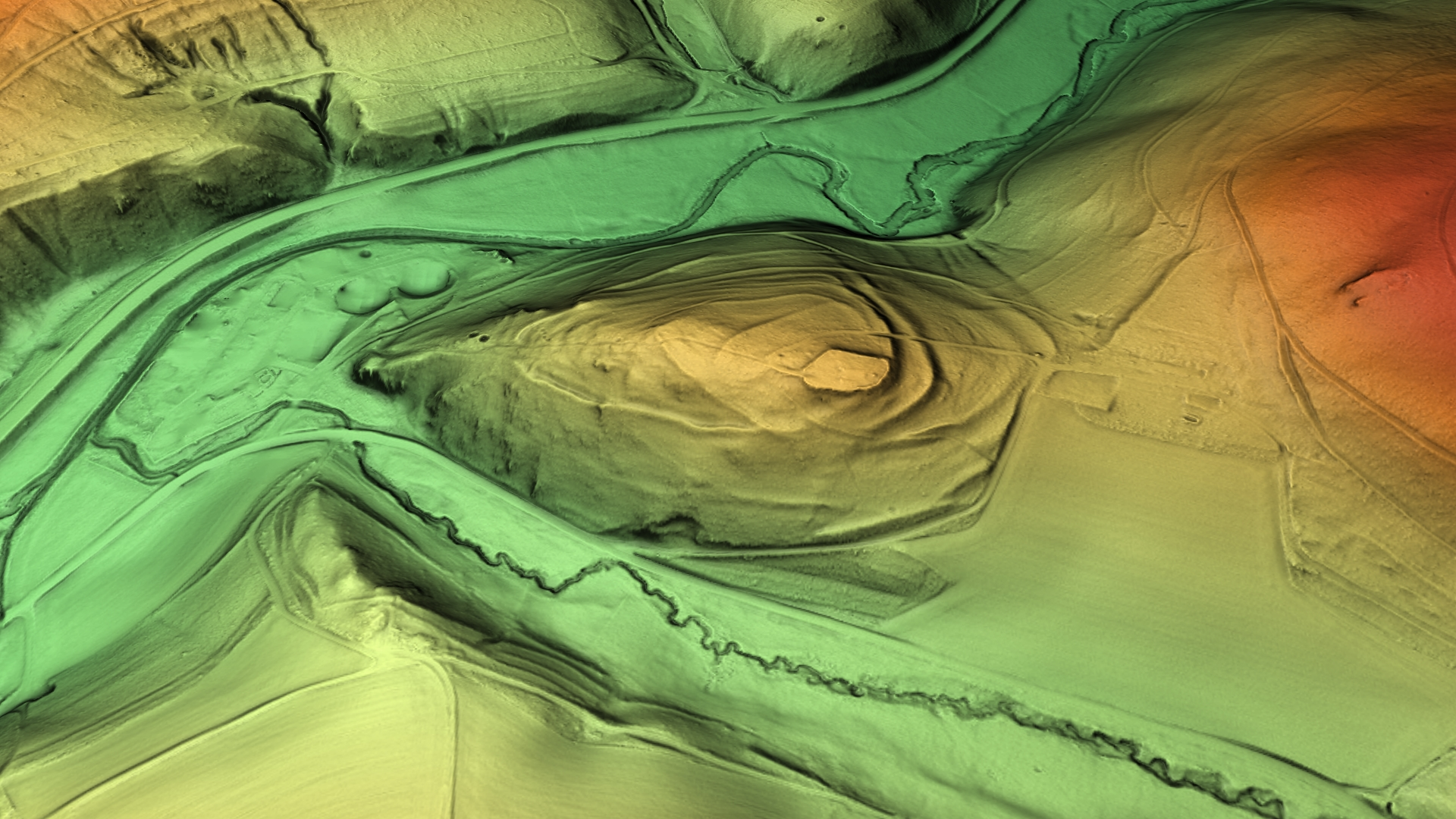
Digitales Reliefbild

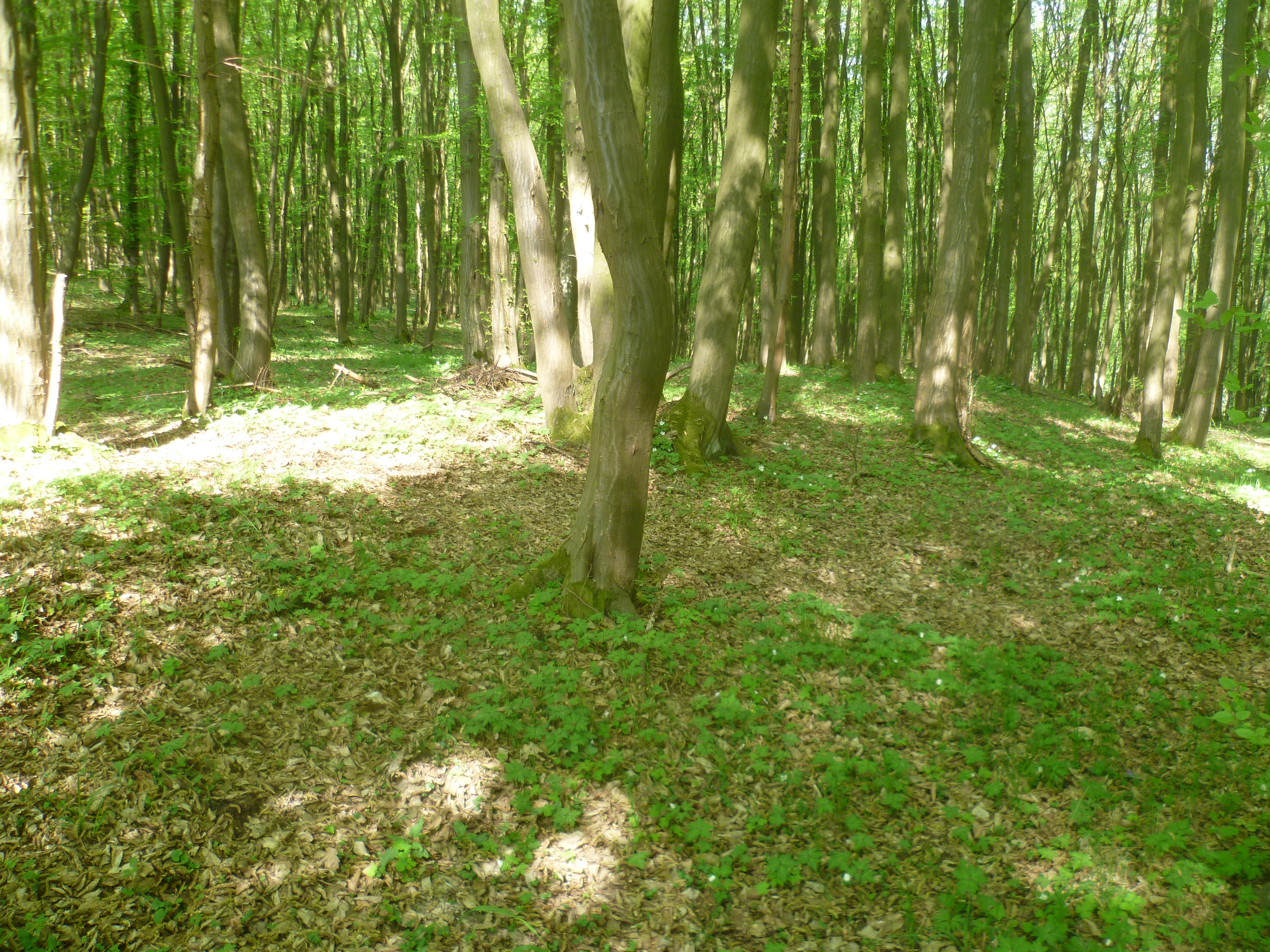
Der Wall verflacht nach Westen hin deutlich

Der Holzberg ist nördlich, westlich und südlich von Gewässern umschlossen. Dies sind im Süden der Holzbach, der westlich in die Usa mündet, und im Norden die Usa selbst. Der Holzberg selbst fällt im Norden, Westen und Süden steil ab, so dass sich die Ostseite als die wesentliche angriffsgefährdete Seite darstellt.
Entsprechend sind die Verteidigungsanlagen zum Osten hin am stärksten ausgeprägt. Der sich komplett um die Bergspitze herumziehende Wall wird hier nochmals durch einen Vorwall verstärkt. Der Hauptwall im Osten wie auch Vorwall weisen einen Graben auf. Sie erreichen beide eine Höhe von bis zu 3,50 Meter über der Grabensohle. Der Hauptwall nimmt in der Höhe nach Westen hin ab und verflacht bis auf eine Höhe von lediglich 0,5 Metern. Aussagen zu Toren lassen sich heute nicht mehr treffen. Der Holzberg weist besonders im Norden Erdstufen und Ackerraine auf, wie sie für keltische Ringwallanlagen im hessischen Raum typisch waren.
Die Wallanlage zeigt im Relief neben dem Hauptwall, der im Osten als Doppelwall ausgebildet ist, mehrere weitere kaum noch sichtbare Abschnittswälle mit einer umwallten Gesamtfläche von ca. 6 ha. Der noch gut sichtbare  Haupwall nimmt eine Fläche von etwa 3,2 ha ein (gemessen am äußeren Doppelwall im Osten), der kleine umwallte und neuzeitlich stark überbaute Innenbereich mit der heutigen Kapelle misst nur 0,15 ha.

## Turmburg
Wahrscheinlich wurde im 10. Jahrhundert eine hölzerne Turmburg zur Sicherung einer alten Straße innerhalb des Ringwalls errichtet. Genauere Informationen zu dieser Anlage, die wahrscheinlich auch namensgebend ist, gibt es allerdings nicht. Sie verlor spätestens im 12. Jahrhundert an Bedeutung, so dass die Errichtung der Kapelle an dieser Stelle erfolgte.

## Marienkapelle

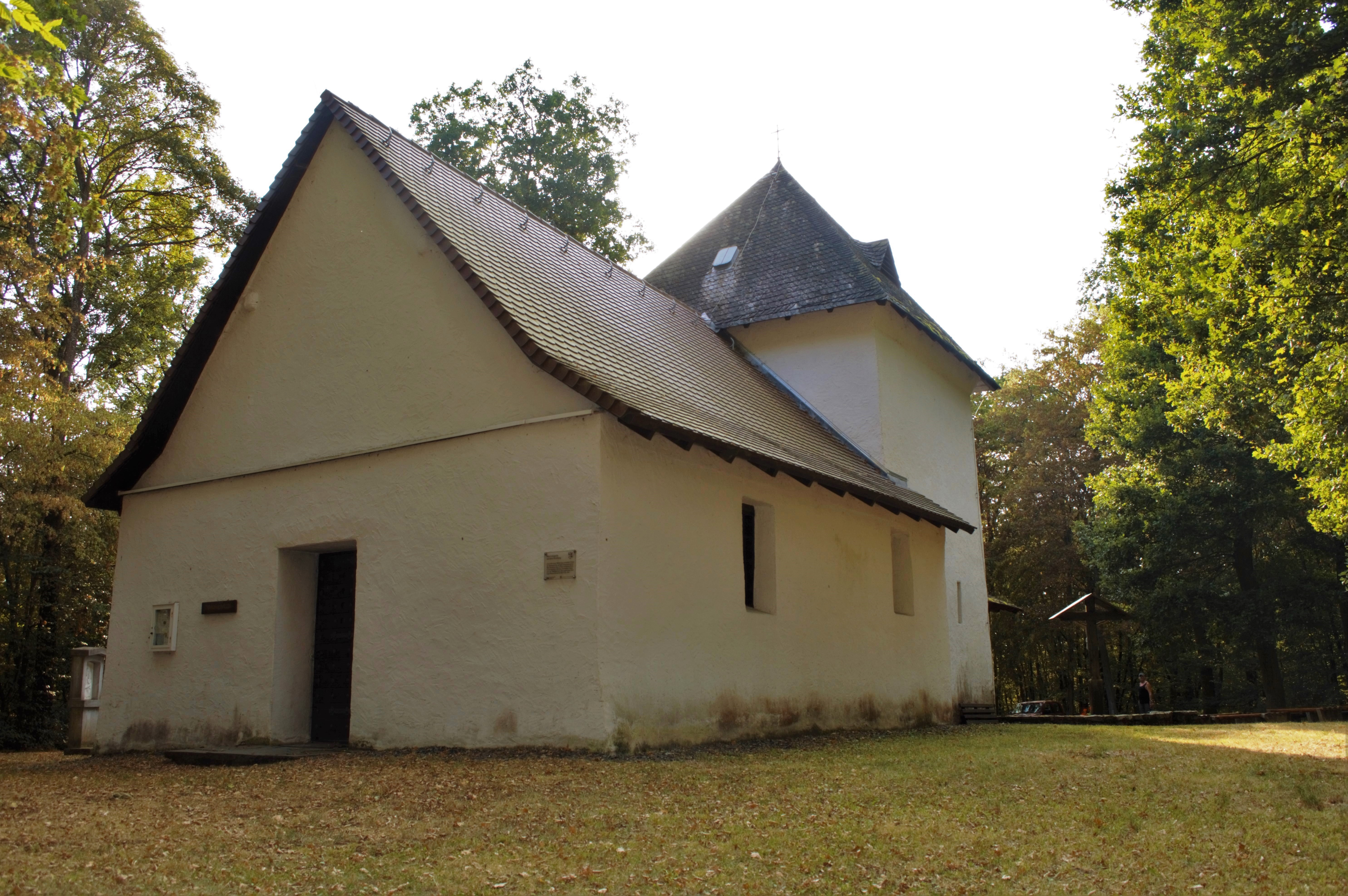
Die Marienkapelle

Die Marienkapelle, früher auch Holzkirche genannt, ist etwa 18,0 Meter auf 10,5 Meter groß. Durch die Errichtung dieser Kapelle wurde der Mittelteil der Wallanlage stark verändert. Die Kapelle war eine Filiale der Kirche auf dem Johannisberg bei Bad Nauheim. Sie diente als Pfarrkirche der umliegenden Orte Nieder- und Oberholzburg, die beide abgegangen sind, und auch Kransberg. 1218 gehörte sie dem Deutschen Orden. 1653 wurde die Pfarrei nach Kransberg verlegt. Sie diente fortan als Wallfahrtskirche. 1978/79 wurden umfangreiche Renovierungsarbeiten durchgeführt. Sie zählt heute zu den bedeutendsten Wallfahrtsorten im Taunus.

## Denkmalschutz
Der Bereich der Wallanlage ist ein Bodendenkmal nach dem Hessischen Denkmalschutzgesetz. Nachforschungen und gezieltes Sammeln von Funden sind genehmigungspflichtig, Zufallsfunde an die Denkmalbehörden zu melden.